# Nemertesia pacifica
Nemertesia pacifica is een hydroïdpoliep uit de familie Plumulariidae. De poliep komt uit het geslacht Nemertesia. Nemertesia pacifica werd in 1927 voor het eerst wetenschappelijk beschreven door Nutting. 